# Nur mit dir (Shirin-David-Lied)
Nur mit dir ist ein Duett der deutschen Rapperin und Sängerin Shirin David mit dem deutschen Soulsänger Xavier Naidoo aus dem Jahre 2019. Es erschien als siebte und letzte Singleauskopplung gemeinsam mit Davids Debütalbums Supersize. Geschrieben wurde es von David zusammen mit Naidoo, Chima Ede und den Produzenten des Tracks, FNSHRS.

## Entstehung und Veröffentlichung
David schrieb Nur mit dir wieder zusammen mit ihren Produzenten FNSHRS. und dem Rapper Chima Ede, besonders für seinen eigenen Teil arbeitete auch Xavier Naidoo am Text mit. Der Titel selbst erschien am 20. September 2019 als letzte Singleauskopplung zusammen mit ihrem Debütalbum Supersize. Das Lied wurde im Oktober 2020 von sämtlichen Streamingplattformen und Musikanbietern entfernt, ab April 2025 stand der Titel wieder zur Verfügung.

## Inhalt
Nur mit dir ist eine Pop-R&B-Ballade, die in g-Moll geschrieben wurde und 135 Schläge pro Minute aufweist. Die erste Strophe wird von David gesungen, die zweite von Naidoo. Im Refrain und der Bridge sind beide gemeinsam zu hören. Nur mit dir ist eine klassische Liebesballade, die von Sehnsucht, Zusammenhalt und Hürden im Leben erzählt. Beide Künstler singen sehr gefühlvoll und sanft. Interessant ist die Verwendung des Symbols der Flasche im Liedtext: In der ersten Strophe singt David Ich nehm den letzten Schluck der Flasche Sehnsucht, Xavier Naidoo singt in der zweiten Strophe, er habe nach unserem Gespräch 'ne Flasche Heimweh aufgemacht. Im Refrain wird als Symbol für Hürden in einer Beziehung und die Beschwerlichkeit des Lebens das Wasser verwendet: Bin schon so weit geschwomm'n durch meterhohe Well'n Hab' die Strömungen ertragen wie ein Held Doch das Überquer'n der sieben Weltmeere Schaff' ich nur mit dir, nur mit dir

## Musikvideo
Das dazugehörige Musikvideo veröffentlichte David zwei Tage nach der Single auf ihrem YouTube-Kanal. Es wurde wieder unter der Regie von PLUG produziert und in Marbella in Spanien gedreht. Es umfasst sowohl Einzelszenen beider Künstler, als auch gemeinsame Aufnahmen. So sieht man David und Naidoo, in weiß gekleidet, vor zwei weißen Autos stehen. Andere Szenen zeigen David in einem Bett, mit einer Nacktkatze auf einem Bett liegend, samt Bekleidung in Wasser räkelnd oder in der Wüste stehend, während Naidoo im Dunkeln Auto fahrend oder vor seinem Auto stehend gezeigt wird. In weiteren Szenen wurde David zusammen mit einem weißen Tigerjungen und weißen Pfauen gefilmt. Bis August 2025 verzeichnete das Video über 11,8 Millionen Aufrufe auf YouTube.

## Rezensionen
Der Titel Nur mit dir selbst erhielt positive Kritiken. Lob erhielten vor allem die Emotionen, harmonierenden Stimmen und der Text. Oft wurden der Ohrwurm-Charakter, sowie die Sommer-Stimmung, die der Titel liefert, gelobt. Negative Kritik bekam David allerdings aufgrund der Auswahl Naidoos als Feature-Partner, da er in der Vergangenheit bereits öfter homophoben, rassistische und verschwörungstheoretische Aussagen in Liedern und bei anderen Gelegenheiten verbreitete.

## Chartplatzierungen
Nur mit dir erreichte Platz acht der deutschen Singlecharts und hielt sich neun Wochen in den Charts sowie eine Woche davon in den Top 10. In Österreich erreichte die Single Position 13 und konnte sich vier Wochen in den Charts halten. In der Schweiz erreichte Nur mit dir in drei Chartwochen mit dem elften Rang seine beste Chartnotierung.
Für Naidoo als Interpret ist dies der 57. Charterfolg in Deutschland sowie der 44. in Österreich und der 37. in der Schweiz. Es ist sein 14. Top-10-Erfolg in Deutschland. David erreichte in allen D-A-CH-Staaten zum achten Mal die Singlecharts mit Nur mit dir. In Deutschland ist es zugleich ihr achter Top-10-Erfolg.
| ChartsChartplatzierungen | Höchstplatzierung | Wochen |
| ------------------------ | ----------------- | ------ |
| Deutschland (GfK)        | 8 (9 Wo.)         | 9      |
| Österreich (Ö3)          | 13 (4 Wo.)        | 4      |
| Schweiz (IFPI)           | 11 (3 Wo.)        | 3      |

Auf der Streaming-Plattform Spotify verzeichnet der Song 33 Millionen Streams. (Stand August 2025)